# Rachitis
Rachitis of Engelse ziekte is een botaandoening die ontstaat door een tekort aan vitamine D en calcium. De ziekte komt vooral voor bij kinderen in de prille jeugd.
Voldoende blootstelling aan zonlicht voorkomt rachitis door de aanmaak van voldoende vitamine D. Vroeger werd soms een hoogtezon gebruikt als behandeling tegen de ziekte. In landen waar vitamine D aan margarine of melk wordt toegevoegd komt rachitis vrijwel niet voor.
Osteomalacie is ook het gevolg van een gebrek aan calcium. Het is een verweking van botweefsel die onder volwassenen voorkomt.
Rachitis kan ook bij dieren voorkomen. Met name reptielen zijn zeer gevoelig voor een tekort aan calcium en vitamine D3. Snelgroeiende hagedissen zoals de kameleon of (baard)agaam zijn veelvoorkomende patiënten.

## Naam
De benaming 'Engelse ziekte' is ontleend aan het gegeven dat de ziekte in de achttiende en negentiende eeuw veelvuldig voorkwam in de geïndustrialiseerde wijken van Londen. Deze wijken werden volgebouwd met hoge huurkazernes. De straten waren nagenoeg onbereikbaar voor het zonlicht en kinderen moesten al zeer jong lang werken waardoor ze nauwelijks daglicht zagen. Bij veel kinderen groeiden door gebrek aan vitamine D de benen krom. Aangezien rachitis veelvuldig in de Engelse grote steden werd waargenomen en er in Engelse medische vakbladen over werd gepubliceerd, ging de aandoening Engelse ziekte heten.

## Symptomen
Rachitis leidt tot onvoldoende botvorming, met name de voorlopige groeizone in het botweefsel, en kan zo de oorzaak zijn van:
- vergroting van kalkloos weefsel
- verkromming van ledematen
- vertraagde sluiting van de grote fontanel
- een groot rechthoekig hoofd
- knobbels op de ribben
- kielvormige borst
- O-benen of X-benen
- verkromming van de ruggengraat in zijwaartse richting ofwel scoliose
- stoornissen in de gebitsontwikkeling

Een posteroanterieure röntgenfoto van de pols is het minst belastend om de diagnose rachitis met grote waarschijnlijkheid aan te tonen. Op de foto is dan sprake van verbreding van de metafyse van zowel de distale radius als de distale ulna. Tevens is er een verbreding van de zone van de groeischijven, die veroorzaakt wordt door het uitblijven van een goede mineralisatie (echondrale verbening) aan de metafysaire kant van de groeischijf.

## Trivia
- De Zwitserse arts Emilie Louise Frey (1869-1937), die de eerste vrouwelijke student was aan de Universiteit van Bazel, deed onderzoek naar deze ziekte in het kader van haar doctoraat.[6]
- Het onderzoek naar deze afwijking leidde tot de ontdekking van vitamine D.

- Bibliothèque nationale de France: cb12259598x (data)
- Library of Congress Control Number: sh85113950
- Bibliotheek van het Japanse parlement: 00567048
- Nationale Bibliotheek van Tsjechië: ph916387
- Nationale Bibliotheek van Israël: 987007538879405171